# Klart.se
Klart.se är en svensk väderwebbplats med väderprognoser från bland annat finländska bolaget Foreca.
Den grundades 2009 av IT-entreprenören Pierre Siri. Han hade då redan startat den spanska väderwebbplatsen Eltiempo.es. Väderpresentatören John Pohlman, som pensionerats från Sveriges Television knöts till webbplatsen redan från starten tillsammans med kollegan Martin Hedberg.
Klart.se såldes till mediekoncernen Schibsted våren 2011.